# Bartolomeo Manfredi

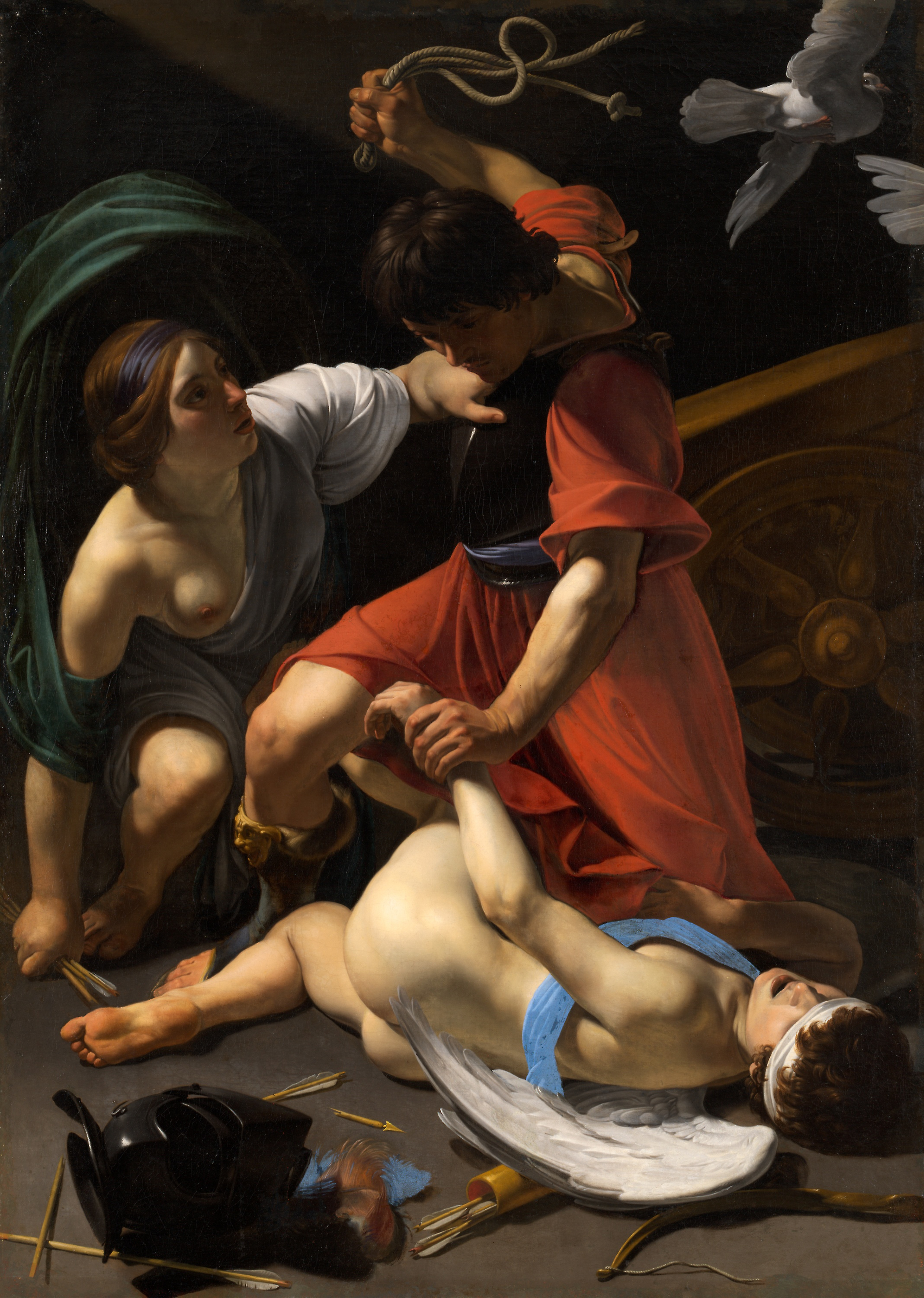
Marte castigando a Cupido, Art Institute of Chicago. Atribuido en el pasado a Caravaggio, una típica pintura caravaggista del tipo popularizado por Manfredi.

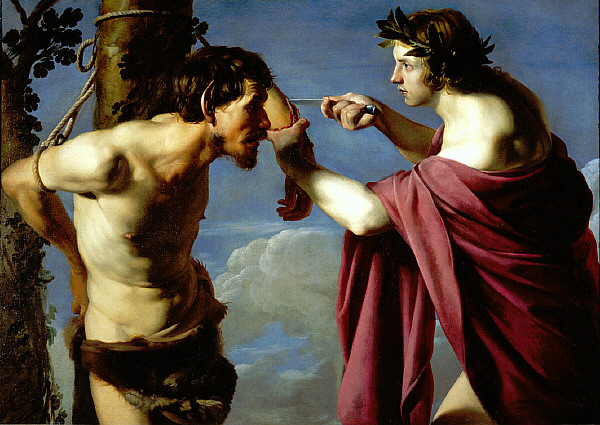
Apolo y Marsias, Museo de Arte de San Luis.

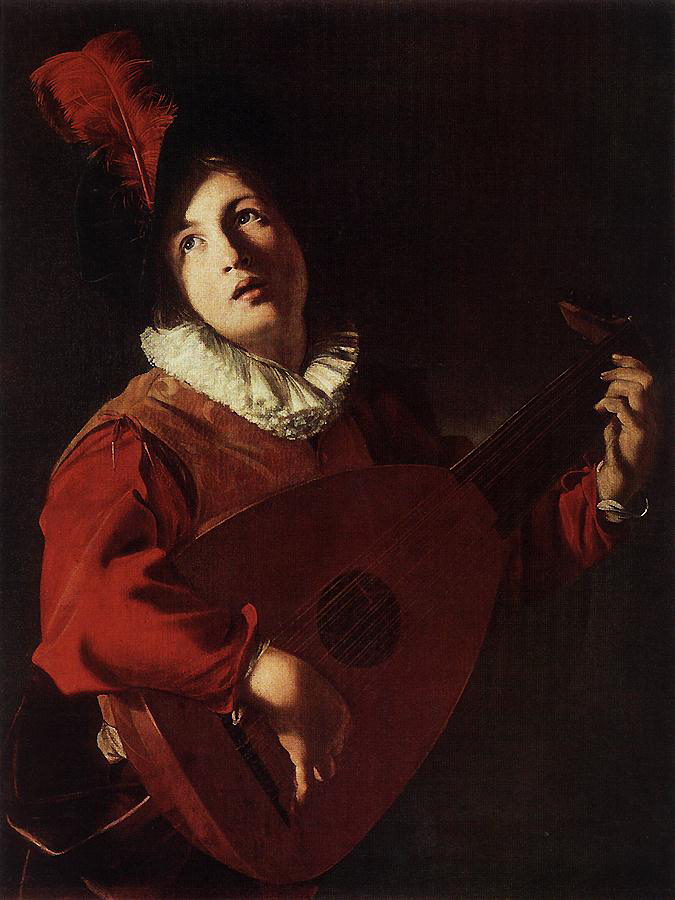
Joven laudista, San Petersburgo, Museo del Ermitage.

Bartolomeo Manfredi (Ostiano, bautizado el 25 de agosto de 1582-Roma, 12 de diciembre de 1622) fue un pintor italiano, miembro destacado de los caravaggistas (seguidores de Michelangelo Merisi da Caravaggio) de principios del siglo XVII.

## Biografía
Manfredi nació en Ostiano, cerca de Cremona. Pudo haber sido discípulo de Caravaggio en Roma —en su famoso juicio por libelo en 1603 Caravaggio mencionó que un tal Bartolomeo, acusado de distribuir poemas injuriosos atacando al detestado rival de Caravaggio Baglione, había sido un criado suyo. Ciertamente el Bartolomeo Manfredi conocido por la historia del arte era un seguidor muy cercano del innovador estilo de Caravaggio, con su marcado claroscuro y su insistencia en el naturalismo, con un talento para narrar la historia a través de la expresión y el lenguaje corporal.
Caravaggio en su breve carrera recibió el afecto de la generación de artistas más joven, particularmente en Roma y Nápoles. Y de estos caravaggistas, Manfredi parece haber sido el más influyente a la hora de transmitir el legado de su maestro a la siguiente generación, particularmente con pintores de Francia y los Países Bajos que acudieron a Italia. Desafortunadamente, no quedan obras documentadas y firmadas por Manfredi y varias de las cuarenta obras que hoy se le atribuyen se creyó antes que eran de Caravaggio. La distinción seria entre Caravaggio y Manfredi ha puesto en evidencia que fue más bien Manfredi, y no su maestro, el principal responsable de la popularización de la pintura de género de los bajos fondos entre la segunda generación de caravaggistas.
Manfredi fue un artista con éxito, capaz de mantener a su propio criado antes de alcanzar los treinta años de edad, «un hombre de apariencia distinguida y comportamiento refinado», según su biógrafo Giulio Mancini, aunque escasamente sociable. Construyó su carrera alrededor de pinturas de caballete para clientes privados, pero sus obras fueron ampliamente coleccionadas en el siglo XVII, y era considerado el igual de Caravaggio, o incluso superior. Su Marte regañando a Cupido ofrece una tentadora pista sobre un Caravaggio perdido: el maestro prometió una pintura sobre este tema a Mancini, pero otro de los patrones de Caravaggio, el cardenal Francesco María Del Monte, se lo llevó, y Mancini entonces encargó a Manfredi que le pintara otro para él, que se consideró la mejor obra de Manfredi. 
Manfredi murió en Roma en 1622. Gerard Seghers (o Segers; 1589-1651) fue uno de sus alumnos.
Hasta 2021 el Museo del Prado en Madrid, consideraba como obra de Manfredi un soldado portador de la cabeza del Bautista, que se ha atribuido en su defecto a Massimo Stanzione por su relación con otra con el mismo personaje que porta armadura pero sin la bandeja, lo que se ha demostrado como un añadido en la pintura del Prado, cuando en su lugar podría ser entonces identificado el personaje como un San Jorge.

## Obras destacadas
- El Cuarto de la Guardia, Dresde, Gemäldegalerie Alte Meister.
- La Buenaventura, 1616, Detroit Institute of Arts
- Escena de banquete, atribución dudosa compartida con Theodoor Rombouts, 1610/1620, Madrid, Real Academia de Bellas Artes de San Fernando.[4]
- Apolo y Marsias, 1616-1620, Museo de Arte de San Luis.
- Marte castigando a Cupido, Detroit Institute of Arts.
- Joven laudista, 1610, San Petersburgo, Museo del Ermitage.
- Caín mata a Abel, 1600, Viena, Kunsthistorisches Museum.
- Alegoría de la Cuatro Estaciones, 1610, Dayton Art Institute.
- David triunfante con la cabeza de Goliath, 1615, París, Museo del Louvre.
- La buena ventura, 1616/1617, Detroit Institute of Arts.
- Baco y bebedor, Roma, Galleria Nazionale d'Arte Antica.
- Negación de San Pedro Braunschweig, Herzog Anton Ulrich-Museum.
- Escena de taberna con laudista, 1621, Los Ángeles, LACMA.